# Tusi de Batang
Pour les articles homonymes, voir Batang.
tusi de Batang ou Bathang (tibétain : འབའ་ཐང་རྒྱལ་པོ་, Wylie : vbav thang rgyal po, THL : batang gyalpo ; chinois : 巴塘土司 ; pinyin : bātáng tǔsī) est un tusi (chefferie tribale), correspondant aujourd'hui au xian de Batang, dans la préfecture autonome tibétaine de Garzê, province du Sichuan, en Chine.
Ce tusi est avec ceux de Dergé, de Litang (ou Lithang), situé dans l'actuel xian de Litang, dans la préfecture autonome tibétaine de Garzê,  de Chakla appelés les « quatre grands tusi du Kham » (康区四大土司, kāng qū sìdà tǔsī),.